# Dorylaimellus demani
Dorylaimellus demani är en rundmaskart. Dorylaimellus demani ingår i släktet Dorylaimellus och familjen Dorylaimidae. Inga underarter finns listade i Catalogue of Life.